# Ордуни
Ордуни́ (арм. Որդունի) — армянский княжеский род. Согласно Зоранамаку, (арм. Զորանամակ, дословно — Военное письмо), который упорядочивал количество и распорядок воинских сил в древней Армении и являлся списком армянских княжеских династий и количества представляемой ими конницы, нахарары рода Ордуни охраняли от вражеских вторжений северные ворота Великой Армении, представляя в царскую армию конницу в количестве 700 всадников. Династия Ордуни упоминается и в Гахнамаке (арм. Գահնամակ, букв. «тронная грамота»), официальной грамоте, упорядочивавшей список мест-тронов и бардзов («подушек»), занимаемых армянскими аристократами при царском дворе Великой Армении (по историку Мовсесу Хоренаци). По К. Л. Туманову, имели урартское происхождение и им традиционно приписывалась принадлежность к роду Айка. Наследственные владения его князей, включая поселение Ордору, находились в гаваре Басен провинции Айрарат Великой Армении    . Согласно Повести Фавстоса Бузанда, нахапет рода Ордуни посягнул на власть царя Хосрова III , захватив и разрушив царский дом, вследствие чего князья рода Ордуни были по приказу Хосрова убиты, а их родовые земли, находящиеся в области Басен, со всеми пределами, были отданы басенскому епископу, родом из Ордору.  